# Данијеле де Роси
Данијеле де Роси (итал. Daniele De Rossi; 24. јул 1983, Рим, Италија) јесте италијански фудбалски тренер и бивши фудбалер. Највећи део своје каријере провео је у Роми, а био је и репрезентативац Италије.
Де Роси је дебитовао за Рому у сезони 2001/02, а у Серији А годину дана касније. Са клубом освојио је два купа (2007. и 2008. године), као и Суперкуп Италије 2007. године. Био је проглашен за најбољег младог играча Серије А 2006. године и за италијанског фудбалера године 2009. године. Почев од сезоне 2017/18 постао је капитен тима, након повлачења Франческа Тотија. На крају сезоне 2018/19, након 18 година у Роми, напустио је клуб. Са 616 утакмица заузима друго место на листи играча са највише наступа за Рому, одмах после Тотија. У лето 2019. године потписао је уговор са Боком Јуниорс, за коју је наступао до јануара 2020. године, када је објавио да завршава играчку каријеру.
Де Роси је био члан омладинских селекција Италије, као и репрезентације Италије. Са репрезентацијом до 21 године освојио је Европско првенство у фудбалу 2004. године, а као члан репрезентације и бронзану медаљу на Олимпијским играма. Од дебија за националну селекцију 2004. године до повлачења 2017. године одиграо је 117 утакмица и он је четврти играч по броју наступа за репрезентацију. Био је члан репрезентације на 3 светска првенства (2006., 2010. и 2014), 3 европска првенства (2008., 2012. и 2016) и 2 купа конфедерација (2009. и 2013). Као члан националне селекције постао је шампион света 2006. године. Уврштен је у Најбољи тим првенства по избору Уефе на Европском првенству 2012.

## Клупска каријера

### Рома

#### Почеци каријере и успон
Де Роси је прве фудбалске кораке направио у локалном клубу Остиа Маре, све до 2000. године када се прикључио млађим категоријама Роме. Деби за први тим Роме имао је 30. октобра 2001. када га је тадашњи тренер екипе Фабио Капело послао на терен у 71. минуту, у мечу групне фазе Лиге шампиона против Андерлехта, када је заменио Ивана Томића. Исте сезоне де Роси је имао и три наступа у Купу Италије. Прва утакмица у Серији А, дошла је после више од годину дана од дебија за први тим, 25. јануара 2003. године, где је Рома поражена од екипе Комоа. Исте сезоне постигао је и свој први гол за Рому, 10. маја против Торина, у утакмици која је окончана победом Роме од 3:1.
Данијеле је се брзо наметнуо као незамењив део средњег реда Роме и допринео је освајању другог места у Серији А у сезони 2003/04., као и пласману у два везана финала купа 2005. и 2006. године. 2004. године потписао је први професионални уговор са клубом, до 2009. године.
Захваљујући својој зрелости, издржљивости и командовању на терену, 15. марта 2006. године по први пут је понео капитенску траку, у мечу купа УЕФА са Мидлзброом. 4 дана касније де Роси се нашао у центру пажње због свог поступка на утакмици против Месине. Наиме, при вођству Роме од 1:0, де Роси је, у 35. минуту постигао гол руком, што је промакло судији. Иако су играчи Месине протествовали, судија је поништио гол тек када је де Роси признао шта се десило, што је касније изазвало позитивне реакције у фудбалској јавности. 30. априла 2006. године у ремију Роме са Кјевом, де Роси је први пут у каријери постигао два гола за Рому на истој утакмици. На крају сезоне освојио је награду за најбољег младог играча Серије А за 2006. годину.

#### Успеси на домаћој сцени и препознатљивост
И у сезони 2006/07 де Роси је био један од најважнијих играча у тиму. Од постигнутих голова те сезоне истичу се онај који је дао Манчестер Јунајтеду у реваншу четвртфинала Лиге шампиона и гол који је постигао против Интера, у првој утакмици финала купа, који је Рома на крају и освојила.
Следеће сезоне, и даље предвођена Лучаном Спалетијем, Рома је освојила Суперкуп Италије, победом над шампионом Интером, а де Роси је постигао одлучујући погодак из пенала, у победи од 1:0. Де Роси је играо важну улогу у тиму Роме који је те сезоне одбранио куп, победом над Интером од 2:1 24. маја 2008. године. На крају сезоне, де Роси је продужио уговор са Ромом за још три године, до 2012. године.
Рома није успела да одбрани трофеј Суперкупа следеће сезоне, пошто је изгубила од Интера на пенале 6:5 (утакмица је у регуларном делу, након продужетака окончана резултатом 2:2). Де Роси је на овој утакмици постигао један гол, а био је успешан и у пенал серији. У овој сезони де Роси је постигао и први гол у Римском дербију, 11. априла 2009. године, у поразу од 4:2 на „гостовању“ ривалском Лацију. 2009. године де Роси је изабран за италијанског фудбалера године.
У реваншу у трећем колу квалификација за Лигу Европе, против Гента, де Роси је погодио противничку мрежу два пута, у победи Римљана од 7:1. 6. децембра 2009. године де Роси је одиграо своју двестоту утакмицу у Серији А, у Римском дербију против Лација. Био је кључни играч у везном реду код Клаудија Ранијерија, а постигао је и битан гол против Интера на утакмици 27. марта 2010. године, којим је Рома направила низ од 24 утакмице без пораза и замало освојила титулу. Рома је стигла до финала купа, али је изгубила од Интера.
Сезона 2010/11 је била мање успешна, како је Рома изгубила од Интера у утакмици Суперкупа, сезону у Серији А је завршила на 6. месту, а у купу у полуфиналу.

#### Промењив успех под управом ДиБенедета и Палоте
Де Роси је у фебруару 2012. године потписао петогодишњи продужетак уговора са Ромом и тиме је постао најплаћенији италијански играч у Серији А. Сезона 2011/12, у којој је Рому предводио Луис Енрике, је била мање успешна од претходних, јер се Рома пласманом на 7. место није квалификовала за европска такмичења.
Следећа сезона била је још тежа за де Росија. Нови тренер Здењек Земан је често критиковао игру и залагање де Росија, што се одразило и на његову минутажу. Иако се ситуација поправила након смене Земана, када је клуб преузео Аурелио Андреацоли, Де Роси до краја сезоне није постигао ниједан гол за Рому, што му се није десило још од дебитантске сезоне. Сезона у којој се Рома поново није квалификовала за европска такмичења, завршена је поразом од Лација у финалу купа.
Де Роси је прекинуо голгетерски пост већ у првој утакмици сезоне 2013/14, када је постигао први гол на утакмици против Ливорна (коју је Рома добила са 0:2). Де Роси је, уживајући поверење новог тренера Рудија Гарсије, допринео фантастичној серији Роме од 10 победа на старту сезоне. Рома се заузимањем другог места на крају сезоне квалификовала за наступ у европским такмичењима, а такмичење у купу завршила поразом од Наполија у полуфиналу.
17. октобра 2015. де Роси је голом против Емполија (у победи Роме од 3:1) обележио своју петстоту утакмицу за клуб. Три дана касније де Роси је био двоструки стрелац на утакмици Лиге шампиона против Леверкузена (која је завршена ремијем 4:4).
2017. је продужио уговор са Ромом за још две године. Након што је Франческо Тоти окончао каријеру, Данијеле је именован за новог капитена Роме. 10. априла 2018. године, у реваншу четвртфинала Лиге шампиона против Барселоне, де Роси је постигао гол из пенала, други на утакмици, када се Рома сензационалном победом од 3:0 пласирала у полуфинале.
26. септембра 2018. године, наступом на утакмици против Фрозинонеа, де Роси је ушао у историју Роме, као други играч са шестсто одиграних утакмица за клуб.
27. маја 2019. Рома је победом над Пармом од 2:1 окончала сезону 2018/19 на шестом месту, а де Роси је одиграо последњу утакмицу у дресу Роме.

### Бока јуниорс и крај каријере
26. јула 2019. године, након многобројних спекулација о наставку професионалне каријере, де Роси је постао нови члан Бока јуниорса, потписавши једногодишњи уговор. Де Роси је постигао гол на дебитантској утакмици за нови клуб, против Алмагра у купу, која је окончана поразом након једанаестераца од 3:1, док је регуларни део утакмице завршен нерешено 1:1.
Након непуних шест месеци и само седам одиграних утакмица у новом клубу, 6. јануара 2020. године де Роси је објавио да се, због породичних разлога, повлачи из професионалног фудбала.

## Репрезентативна каријера
За репрезентацију Италије дебитовао је 2004. године. До повлачења из репрезентације сакупио је 117 наступа (четврти играч по броју наступа за репрезентацију), постигао је 21 гол учествовао је на 8 турнира (3 светска првенства, 3 европска првенства и 2 купа конфедерација) и био је шампион света 2006. године.

### Почетак каријере
За репрезентацију до 19 година дебитовао је у новембру 2001. године, док је за селекцију до 20 година наступио четири пута.
16 пута је наступао за Италијанску репрезентацију до 21 године, а као стандардни члан репрезентације освојио је Европско првенство у фудбалу до 21 године 2004. године и постигао је први гол у победи од 3:0 у финалу 8. јуна 2004. године, против Србије и Црне Горе. Два месеца касније, допринео је освајању бронзане медаље на Олимпијским играма.
Већ након пар недеља након Олимпијаде, де Роси је дебитовао за репрезентацију 4. септембра и то поготком након само 4 минута игре, у победи против Норвешке од 2:1.

### Светско првенство 2006
Де Роси је био најмлађи фудбалер на коначном списку селектора Липија за Светско првенство 2006. године. Добар утисак који је оставио у победи над Ганом од 2:0, на првој утакмици на првенству, Де Роси је покварио у следећој утакмици против САД, када је у 28. минуту зарадио црвени картон  јер је лактом ударио МекБрајда. Поред казне од 10.000 швајцарских франака, де Роси је био суспендован на 4 утакмице, што је значило да је евентуално могао да заигра у финалу, што се на крају и десило. Заменивши Тотија у 61. минуту и након што је утакмица са Француском, после продужетака окончана са резултатом 1:1, де Роси је трећим голом за Италију у пенал серији допринео освајању четврте титуле првака света.

### Европско првенство 2008
Након што је преседео на клупи први меч на отварању (пораз од Холандије од 3:0), де Роси је одиграо све преостале мечеве Италије на првенству. Након ремија против Румуније (1:1), у одлучујућој утакмици против Француске, де Роси је постигао други гол у победи од 2:0, којом се Италија квалификовала за следећу фазу такмичења. У четвртфиналном поразу против Шпаније, де Росијев покушај са беле тачке у пенал серији одбранио је Икер Касиљас, пошто је утакмица и након продужетака завршена са 0:0.
10. септембра 2008. де Роси је против Грузије, први пут постигао два гола за репрезентацију на једној утакмици.

### Куп конфедерација 2009
Након што га је селектор Липи уврстио на списак репрезентативаца за Куп конфедерација 2009. године, де Роси је наступио на свим утакмицама Италије на такмичењу. Након уводне победе на САД од 3:1, у којој је де Роси постигао други гол за Италију, Италија је претрпела поразе од Египта (1:0) и Бразила (3:0) и испала са такмичења.

### Светско првенство 2010
На првенству на коме је Италија бранила трофеј светског првака, на списку репрезентативаца поново се нашло име Данијелеа де Росија. Већ у првој утакмици де Роси је оправдао поверења селектора постигавши гол против Парагваја за коначних 1:1,  а био је запажен и у другој утакмици, јер је након прекршаја на њему свиран једанаестерац, који је Јаквинта претворио у коначних 1:1 против Новог Зеланда.  У трећој одлучујућој утакмици, управо је лоше додавање де Росија омогућило Куцки да асистира Витеку за први гол за Словачку у поразу од 3:2, којом је Италија испала са такмичења.

### Европско првенство 2012
Промена селектора није утицала на репрезентативни статус де Росија, који се нашао на списку путника за првенство у Пољској и Украјини. Селектор Прандели, који је форсирао формацију 3-5-2, проблем који је настао када му се пред сам почетак првенства повредио стандардни штопер Барзаљи, решио је тако што је на његово место у задњој линији одбране ставио де Росија, у прве две утакмице првенства (ремији против Шпаније и Хрватске). На трећој утакмици првенства, у победи над Ирском од 2:0, којом се Италија квалификовала даље, де Роси је играо на средини терена. Након што је замењен после 80 минута утакмице са Енглеском (коју је Италија добила после једанаестераца 4:2), де Роси је одиграо свих 90 минута и у полуфиналној победи против Њемачке (2:1) и у поразу од Шпаније у финалу. Захваљујући својим наступима де Роси је уврштен у Најбољи тим првенства по избору Уефе.

### Куп конфедерација 2013
Низ великих такмичења на којима је носио дрес репрезентације де Роси је наставио и следеће године на купу конфедерација. Након што је одиграо прву утакмицу против Мексика (победа 2:1) и постигао први гол у победи над Јапаном од 4:3, де Роси, због суспензије, није био у саставу у поразу од Бразила од 4:2. Де Роси је био сигуран извођач са беле тачке у пенал серији, у полуфиналном поразу од Шпаније од 7:6, а наступио је и у утакмици за треће место против Уругваја.

### Светско првенство 2014
На списку за светско првенство једини играч Роме био је де Роси. Након одличног издања на отварању првенства против Енглеске (победа 2:1), де Роси се уклопио у сивило екипе у поразу од Костарике од 1:0, а због повреде није био у саставу против Уругваја, који је победио 1:0 и тако допринео да Италија друго светско првенство заредом заврши већ након првог круга.

### Европско првенство 2016
Иако није играо много у квалификацијама, де Роси се ипак нашао на коначном списку селектора Контеа, где је био један од најискуснијих играча. Де Роси се, након наступа у победама над Белгијом (2:0) и Шведском (1:0), повредио на утакмици са Шпанијом и зато није играо у четвртфиналу, где је Италија поразом од Немачке након једанаестераца, завршила такмичење на првенству.

### Квалификације за светско првенство 2018 и крај репрезентативне каријере
10. новембра 2017. године де Роси је наступом против Шведске (у којој је Италија поражена са 1:0), у првој утакмици баража за одлазак на светско првенство, одиграо 117, а испоставиће се касније и последњу утакмицу за репрезентацију. Три дана касније, Италија је у реваншу одиграла 0:0, што је значило да ће пропустити светско првенство први пут од 1958. године. Одмах након утакмице де Роси је објавио да завршава репрезентативну каријеру.  Иако је реванш преседео на клупи, де Роси се нашао у центру контроверзне ситуације, када је тражено од њега да се у другом полувремену загреје пре уласка у игру. Де Роси је протествовао због такве одлуке и показивао је на Наполијевог нападача Инсињеа. Касније је де Роси објаснио да је тако реаговао јер се утакмица ближила крају, била им је потребна победа, па је било боље да се нападачи загревају, као и да је зато показао на Инсињеа.

## Тренерска каријера
У марту 2021. године постао је део стручног штаба репрезентације Италије, која је предвођена селектором Манчинијем, освојила Европско првенство У августу 2021. године напустио је репрезентацију, са намером да се самостално бави тренерским послом.
11. октобра 2022. постављен је за тренера Спала у Серији Б, са којим је потписао двогодишњи уговор Након ремија са Читаделом(0:0) и пораза од Ђенове у купу (0:1), прву победу са клубом остварио је 22. октобра, када је Спал победио Козенцу (5:0). Након што је остварио само три победе у шеснаест утакмица, де Роси је 13. фебруара 2023. добио отказ.
У јануару 2024. године на клупи Роме заменио је Мориња, потписавши уговор до краја сезоне. До краја сезоне де Роси је са Ромом остварио 14 победа у 26 утакмица, која је била шеста у Серији А, а дошла је и до полуфинала Лиге Европе. Због позитивних резултата де Роси је потписао трогодишњи уговор. 18. септембра 2024. године де Роси је смењен, након што је Рома на прве четири утакмице нове сезоне остварила три ремија и пораз.

## Приватни живот
Де Роси је рођен у Риму и син је Алберта де Росија, некадашњег фудбалера и садашњег тренера омладинског погона Роме.
Де Роси је од 2006. до 2009. године био у браку са Тамаром Писноли, са којом је 2005. године добио кћерку Гају.
Када је дебитовао за Рому, де Роси је носио број 27, од сезоне 2003/04 носио је 4, а када је постао отац, 16. јуна 2005. године, почео је да носи број 16, који је уједно и број који је носио један од његових идола Рој Кин.
Де Роси се нашао на омоту италијанског издања видео игре ФИФА 09.
Де Роси, као заљубљеник у тетоваже, има их много на телу, а најупечатљивија је она на листу десне ноге, знак упозорења на коме се налази играч који „уклизава”.
26. децембра 2015. године де Роси се оженио са Саром Фелбербаум, италијанском глумицом, мајком његове друге кћерке Оливије Роуз (рођене 2014. године), а са којом је годину дана касније добио и сина Ноу.
У марту 2016. године, де Роси је своју медаљу светског првака ставио у ковчег Пјетра Ломбардија, који је био економ репрезентације на првенству 2006. године.

## Статистика каријере

### Клуб
Ажурирано 22. септембар 2024. године
| Сезона            | Клуб              | Лига              | Лига    | Лига   | Национални куп | Национални куп | Национални куп | Европа  | Европа  | Европа | Остало | Остало  | Остало | Укупно  | Укупно |
| Сезона            | Клуб              | Такм.             | Наступа | Голова | Такм.          | Наступа        | Голова         | Такм.   | Наступа | Голова | Такм.  | Наступа | Голова | Наступа | Голова |
| ----------------- | ----------------- | ----------------- | ------- | ------ | -------------- | -------------- | -------------- | ------- | ------- | ------ | ------ | ------- | ------ | ------- | ------ |
| 2001/02           | Рома              | А                 | 0       | 0      | КИ             | 3              | 0              | ЛШ      | 1       | 0      | СИ     | 0       | 0      | 4       | 0      |
| 2002/03           | Рома              | А                 | 4       | 2      | КИ             | 3              | 0              | ЛШ      | 0       | 0      | -      | -       | -      | 7       | 2      |
| 2003/04           | Рома              | А                 | 17      | 0      | КИ             | 4              | 0              | КУ      | 6       | 1      | -      | -       | -      | 27      | 1      |
| 2004/05           | Рома              | А                 | 30      | 2      | КИ             | 5              | 1              | ЛШ      | 3       | 1      | -      | -       | -      | 38      | 4      |
| 2005/06           | Рома              | А                 | 34      | 6      | КИ             | 4              | 0              | КУ      | 7       | 0      | -      | -       | -      | 45      | 6      |
| 2006/07           | Рома              | А                 | 36      | 2      | КИ             | 8              | 2              | ЛШ      | 10      | 2      | СИ     | 1       | 0      | 55      | 6      |
| 2007/08           | Рома              | А                 | 34      | 5      | КИ             | 6              | 0              | ЛШ      | 10      | 0      | СИ     | 1       | 1      | 51      | 6      |
| 2008/09           | Рома              | А                 | 33      | 3      | КИ             | 2              | 0              | ЛШ      | 7       | 0      | СИ     | 1       | 1      | 43      | 4      |
| 2009/10           | Рома              | А                 | 33      | 7      | КИ             | 4              | 1              | ЛЕ      | 12      | 3      | -      | -       | -      | 49      | 11     |
| 2010/11           | Рома              | А                 | 28      | 2      | КИ             | 4              | 0              | ЛШ      | 7       | 1      | СИ     | 1       | 0      | 40      | 3      |
| 2011/12           | Рома              | А                 | 32      | 4      | КИ             | 0              | 0              | ЛЕ      | 0       | 0      | -      | -       | -      | 32      | 4      |
| 2012/13           | Рома              | А                 | 25      | 0      | КИ             | 4              | 0              | -       | -       | -      | -      | -       | -      | 29      | 0      |
| 2013/14           | Рома              | А                 | 32      | 1      | КИ             | 4              | 0              | -       | -       | -      | -      | -       | -      | 36      | 1      |
| 2014/15           | Рома              | А                 | 26      | 2      | КИ             | 1              | 1              | ЛШ +ЛЕ  | 3+4     | 0      | -      | -       | -      | 34      | 3      |
| 2015/16           | Рома              | А                 | 24      | 1      | КИ             | 1              | 0              | ЛШ      | 6       | 2      | -      | -       | -      | 31      | 3      |
| 2016/17           | Рома              | А                 | 31      | 4      | КИ             | 1              | 0              | ЛШ + ЛЕ | 2+6     | 0+1    | -      | -       | -      | 40      | 5      |
| 2017/18           | Рома              | А                 | 22      | 1      | КИ             | 0              | 0              | ЛШ      | 10      | 1      | -      | -       | -      | 32      | 2      |
| 2018/19           | Рома              | А                 | 18      | 1      | КИ             | 1              | 0              | ЛШ      | 4       | 1      | -      | -       | -      | 23      | 2      |
| Укупно Рома       | Укупно Рома       | Укупно Рома       | 459     | 43     |                | 55             | 5              |         | 98      | 13     |        | 4       | 2      | 616     | 63     |
| 2019/20           | Бока Јуниорс      | СА                | 5       | 0      | КА             | 1              | 1              | КЛ      | 1       | 0      | -      | -       | -      | 7       | 1      |
| Укупно у каријери | Укупно у каријери | Укупно у каријери | 464     | 43     |                | 56             | 6              |         | 99      | 13     |        | 4       | 2      | 623     | 64     |

### Репрезентација
Ажурирано 22. септембар 2024. године
| Репрезентација | Година  | Година | Наступа | Укупно |
| -------------- | ------- | ------ | ------- | ------ |
| Италија        | Италија | 2004   | 4       | 2      |
| Италија        | Италија | 2005   | 10      | 0      |
| Италија        | Италија | 2006   | 11      | 2      |
| Италија        | Италија | 2007   | 6       | 0      |
| Италија        | Италија | 2008   | 11      | 3      |
| Италија        | Италија | 2009   | 9       | 1      |
| Италија        | Италија | 2010   | 11      | 2      |
| Италија        | Италија | 2011   | 8       | 0      |
| Италија        | Италија | 2012   | 12      | 3      |
| Италија        | Италија | 2013   | 11      | 2      |
| Италија        | Италија | 2014   | 7       | 1      |
| Италија        | Италија | 2015   | 1       | 1      |
| Италија        | Италија | 2016   | 9       | 2      |
| Италија        | Италија | 2017   | 7       | 2      |
| Укупно         | Укупно  | Укупно | 117     | 21     |

### Тренерска
Ажурирано 22. септембар 2024. године
| Тим    | Земља   | Од               | До                 | Рекорд | Рекорд | Рекорд | Рекорд | Рекорд | Рекорд | Рекорд | Рекорд |
| Тим    | Земља   | Од               | До                 | У      | Поб    | Н      | Пор    | Пос    | Прим   | Раз    | Поб %  |
| ------ | ------- | ---------------- | ------------------ | ------ | ------ | ------ | ------ | ------ | ------ | ------ | ------ |
| СПАЛ   | Италија | 11. октобар 2022 | 14. фебруар 2023   | 17     | 3      | 6      | 8      | 18     | 20     | −2     | 017,65 |
| Рома   | Италија | 16. јануар 2024  | 18. септембар 2024 | 30     | 14     | 9      | 7      | 46     | 33     | +13    | 046,67 |
| Укупно | Укупно  | Укупно           | Укупно             | 47     | 17     | 15     | 15     | 64     | 53     | +11    | 036,17 |

## Трофеји

### Рома
- Куп Италије (2) : 2006/07, 2007/08.
- Суперкуп Италије (1) : 2007.

### Репрезентација
- Светско првенство (1) : 2006.

### Млада репрезентација
- Европско првенство у фудбалу до 21 године (1) : 2004.
- Бронзана медаља на Олимпијади (1) : Атина 2004.

### Индивидуална
- Најбољи млади фудбалер Серије А (1) : 2006.
- Најбољи италијански фудбалер Серије А (1) : 2009.
- Најбољи тим првенства по избору Уефе (1) : 2012.